# Afrida parvula
Afrida parvula är en fjärilsart som beskrevs av William Schaus 1911. Afrida parvula ingår i släktet Afrida och familjen trågspinnare. Inga underarter finns listade i Catalogue of Life.